# Bill Little
Bill Little était un industriel américain de l'automobile, fondateur de la société Little Motor Car, qui fusionnera ensuite avec Chevrolet, puis avec General Motors. 

## Biographie
William H. Little, dit "Bill Little", est né à Westboro, dans le Massachusetts en 1876. Il travaille dans le Connecticut, à Bridgeport, comme directeur de la société Locomobile puis devient directeur général de l'usine Buick de David Dunbar à Flint (Michigan) à partir de 1906. Dans une lettre du 31 juillet 1909, Harry Bassett, PDG de Weston-Mott, lui demande de bâtir une nouvelle usine de moteurs.
Buick est racheté en 1908 par William C. Durant, qui fonde le groupe General Motors, puis est évincé par les banquiers. William C. Durant vient ensuite chercher Bill Little en 1911, pour le lancement de la Little 4 Car, qui est annoncé fin 1911 avec un prix de seulement 600 dollars, plus bas que celui de la Ford T.
La société Little Motor Car est enregistrée le 30 octobre 1911, avec pour actionnaires William C. Durant et Bill Little. Elle rachète  l'usine de la "Flint Wagon Works" sur West Keasley Street Flint (Michigan), sur la base d'un contrat de Chevrolet pour la construction de 2500 moteurs en un an. Des moteurs sont aussi fabriqués par la compagnie Mason Motor Company de Détroit et environ 2200 Little 4 Car sont produites en 1912. Puis sa société fusionne avec Chevrolet en 1915 et ensuite avec General Motors en 1918. 